# Rafał Maszkowski
Rafał Ludwik Maszkowski (geb. 11. Juli 1838 in Lemberg, Kaisertum Österreich; gest. 14. März 1901 in Breslau) bzw. Raphael Maszkowski war ein polnischer Musiker, Dirigent und Geiger.

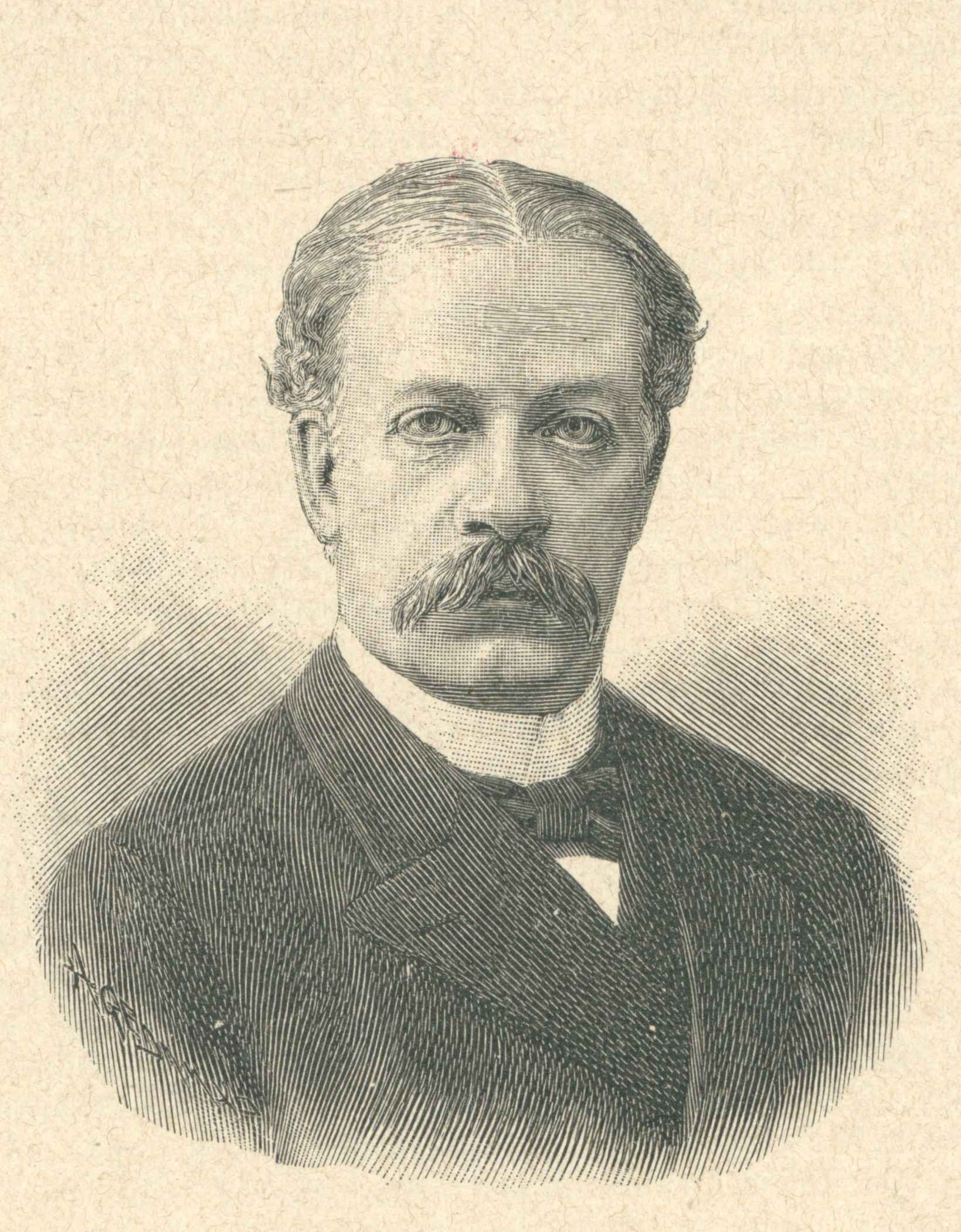
Rafał Ludwik Maszkowski

Er gilt als der bedeutendste polnische Dirigent der zweiten Hälfte des 19. Jahrhunderts und ist insbesondere mit seinem Wirken in Breslau in Erinnerung, wo er von 1890 bis zu seinem Tod 1901 den Breslauer Orchesterverein leitete. Er war in vielen führenden kulturellen Zentren Europas zu Gast. Er setzte sich unermüdlich für die Werke polnischer, tschechischer, russischer und französischer Komponisten ein, worauf auch die Gedenktafel für Rafał Maszkowski an der Philharmonie in Wrocław (Breslau) hinweist.

## Leben
Rafał Maszkowski war das fünfte von sechs Kindern des berühmten Lemberger Malers Jan Maszkowski (1794–1865). Der Mathematiker Karol Maszkowski und der Maler Marceli Maszkowski waren seine Brüder.
1855 ging Rafał Maszkowski zum Studium nach Wien. Dem Willen seines Vaters entsprechend begann er ein technisches Studium, aber auch – gegen seinen Willen – ein Studium am Wiener Konservatorium. Er lernte das Geigenspiel in Wien bei Georg Hellmesberger (1855–1859) und am Conservatorium der Musik in Leipzig bei Ferdinand David und Raimund Dreyschock (1859–1861). Als sein Vater von seinen Leidenschaften erfuhr, entzog er ihm die finanzielle Unterstützung, was dazu führte, dass er fortan seinen Lebensunterhalt als Geigenlehrer verdienen musste. 

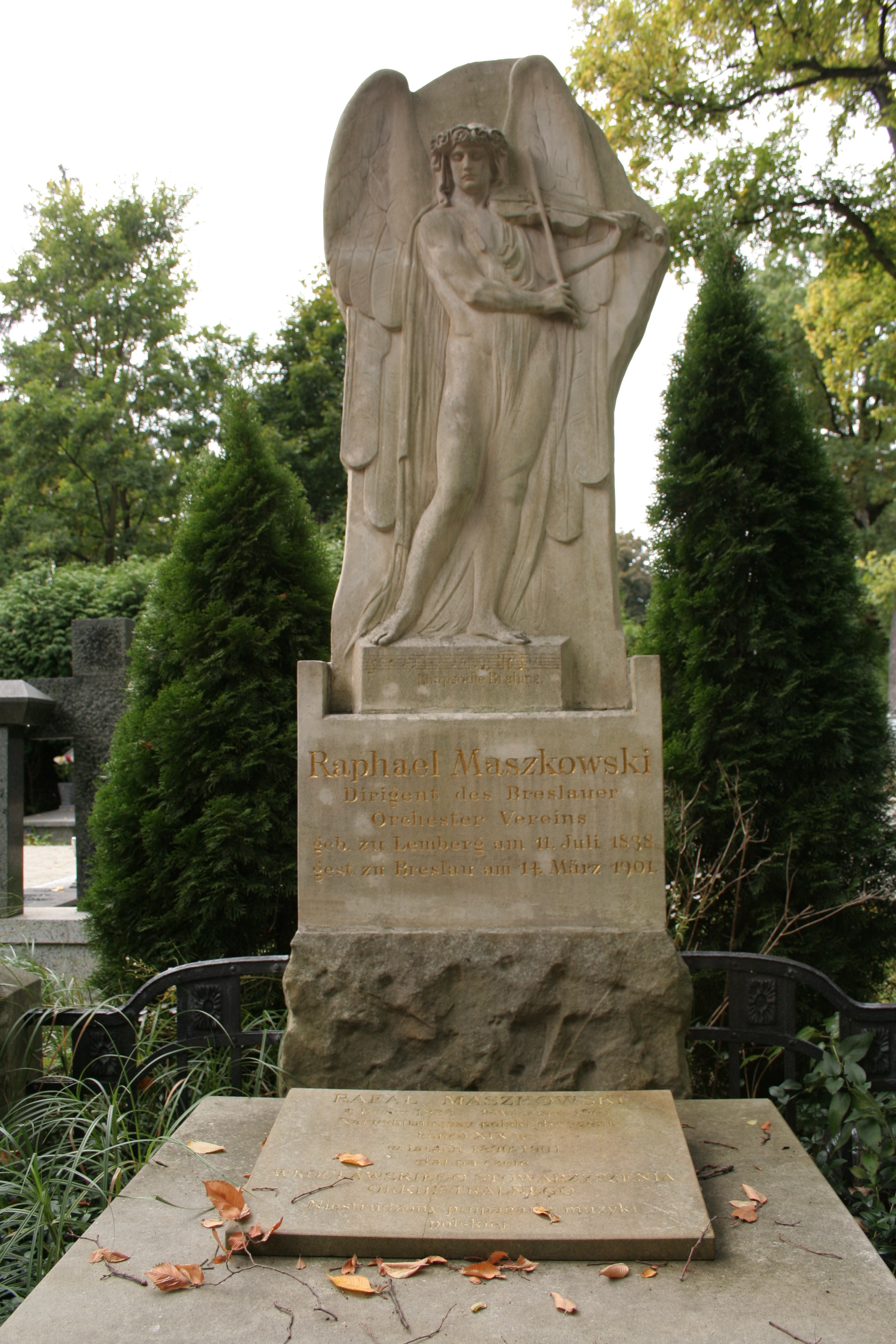
Grab auf dem Gräbschener Friedhof in Breslau

Er war Konzertmeister des Sinfonieorchesters in Colmar (1862–1863). Er dirigierte Orchester an der Hamburger Singakademie (1863–1866), in Schaffhausen (Imthurneum, 1866–1869) und Koblenz (dort war er bis 1890 Direktor des dortigen Musik-Instituts).
Um die Jahreswende 1889/1890 litt er an einer Parese zweier Finger seiner linken Hand, was dazu führte, dass er nicht mehr Geige spielen konnte und sich für das Dirigieren interessierte. Am Ende seines Lebens lebte er in Breslau, wo er von 1890 bis zu seinem Tod das Orchester des Breslauer Orchester-Vereins leitete. Das erste Konzert, das am 8. Oktober 1890 stattfand, erwies sich als großer Erfolg und wurde von der Breslauer Presse begeistert aufgenommen, und jedes weitere Konzert fand in einem überfüllten Saal statt, was auch ein kommerzieller Erfolg war. Die letzte öffentliche Aufführung fand am 13. Februar 1901 statt; einen Monat später starb Maszkowski.
Er wurde auf dem Gräbschener Friedhof in Breslau beigesetzt. Bis heute ist ein Grabdenkmal erhalten, das einen Geige spielenden Engel darstellt. Der Grabstein trägt die Aufschrift: Raphael Maszkowski / Dirigent des Breslauer / Orchester Vereins / geb. zu Lemberg am 11. Juli 1838 / gest. zu Breslau am 14. März 1901. Die zu sehenden Noten zu seinen Füßen sind die der Stelle „Ist auf Deinem Psalter, Vater der Liebe ...“ aus der Alt-Rhapsodie von Johannes Brahms. Auch eine (jüngere) polnische Gedenktafel befindet sich dort angebracht.
Ein Rafał Maszkowski und den Traditionen der schlesischen Musikkultur gewidmeter
Sammelband herausgegeben von Dorota Kanafa erschien 2005 in Breslau (Karol-Lipiński-Musikakademie Breslau).

## Galerie

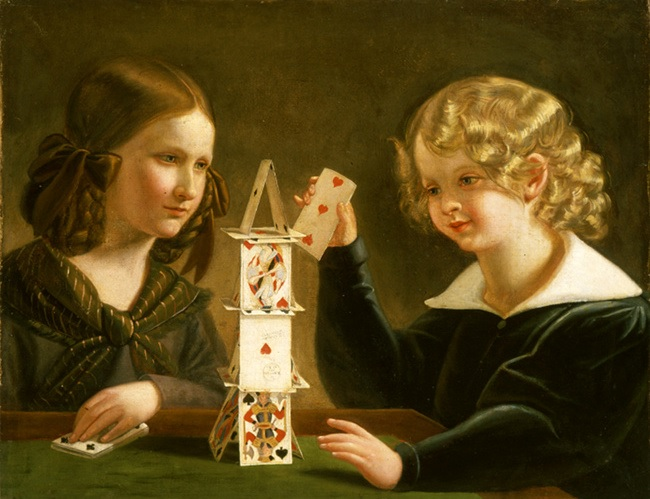
Ein Kartenhaus (Porträt von Fryderyka und Rafał Maszkowski), Gemälde von Jan Maszkowski (vor 1850)
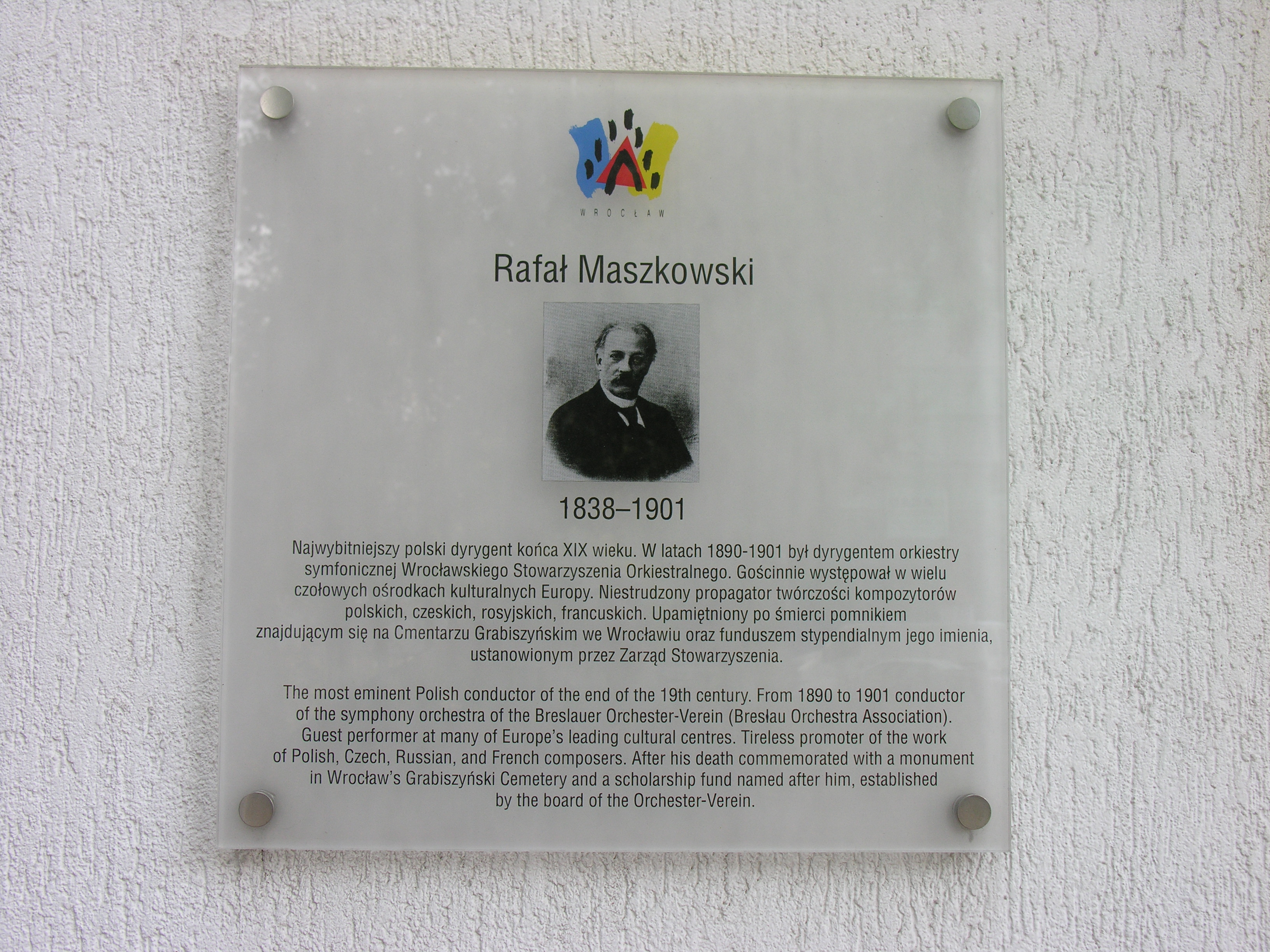
Gedenktafel für Rafał Maszkowski an der Philharmonie in Wrocław, Piłsudski-Straße
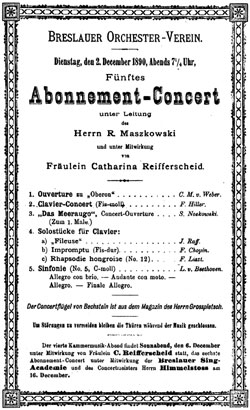
Plakat für ein Abonnemont-Concert unter der Leitung von Herrn R. Maszkowski in Breslau am 2. Dezember 1890